# 俄羅斯自由派
在俄罗斯的政壇中，自由主义人士是指那些主張撒切尔主义/雷根經濟學的亲资本主义保守派政治人物，他们中的有些人參與了1990年代俄羅斯的休克疗法改革，另外中右翼自由派政治人物和左翼自由主义政治也會被認為是自由主義人士。 俄罗斯的自由派中既有反对普京的政黨，也有亲政府的政黨。亲政府的自由派政治人物支持普京的经济政策。反對普京的自由派主张扩大政治和公民自由。不過极右翼民族主义政党俄罗斯自由民主党並非自由主義政黨。